# Église Saint-Joseph de Genève
L'église Saint-Joseph est une église du centre-ville de Genève dans le quartier des Eaux-Vives.

## Histoire
L'église est construite entre 1866 et 1869 par l'ingénieur Louis Eugène Dupont, pour répondre à une demande des catholiques des Eaux-Vives qui n'avaient pas de lieu de culte,. Ce n'est que la 3e église construite à Genève après la réforme.
En 1897, des bas-côtés sont ajoutés à l'église, puis à nouveau agrandis en 1937-1938.
L'église contient un grand orgue de tribune de 40 jeux sur trois claviers et pédale et un orgue de choeur de sept jeux.
L'église fête ses 150 ans entre 2016 et 2019,.

### Retable
Dans l'inspiration du groupe de Saint-Luc, un retable en laine de 25 m2 est inauguré en 1950 par Louis-Séverin Haller, évêque-abbé de Saint-Maurice. Celui-ci a été réalisé par l'artiste genevoise Alice Basset, et représente saint Victor de Soleure, soldat de la légion thébaine, massacré près d'Agaune autour de l'an 300.